# Roberto Bettega
Roberto Bettega (Turijn, 27 december 1950) is een Italiaans gewezen voetballer die speelde als aanvaller. Hij kwam het grootste deel van zijn carrière uit voor Juventus, waar hij vele prijzen won en uitgroeide tot een van de beste Italiaanse spelers vanwege zijn vaardigheid, scorend vermogen en creativiteit. Hij had de bijnaam La Penna Bianca ("witte veer").
Op internationaal niveau vertegenwoordigde hij Italië op het WK 1978 en bij het EK 1980. Op beide toernooien werd een vierde plaats behaald. Het wereldkampioenschap van 1982, dat door Italië gewonnen werd, miste Bettega als gevolg van een blessure.
Na het beëindigen van zijn voetballoopbaan keerde hij in 1994 − op verzoek van Umberto Agnelli − terug bij De Oude Dame om vicepresident te worden. In juni 2007 trad hij af, waarna hij van 2009 tot 2010 nog adjunct-directeur-generaal was bij de club. Zijn rol was om te functioneren als tussenpersoon tussen spelers, technische staf en de hogere regionen van de club. Tevens moest hij actief betrokken zijn bij de transfer transacties van de club.

## Clubcarrière

### Juventus

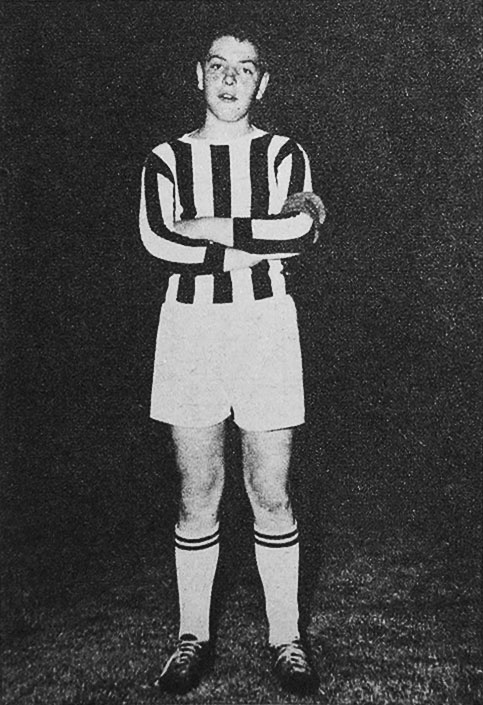
De 14-jarige Bettega in het shirt van Juventus (1964).

Bettega werd geboren in 1950 en kwam op 10-jarige leeftijd in de jeugdopleiding van Juventus FC terecht. In het seizoen 1968/69 kwam hij in de eerste selectie terecht maar tot een debuut kwam het destijds niet. In 1969 werd hij voor een seizoen verhuurd aan Varese, uitkomend in de Serie B. Hij scoorde 13 doelpunten in 30 wedstrijden en hielp daarmee de club aan promotie naar de Serie A. Hij werd tevens (gedeeld) topscorer.
Bettega keerde vervolgens terug naar Juventus FC en maakte op 27 september 1970 zijn debuut in de met 0−1 gewonnen thuiswedstrijd tegen Catania. Hij scoorde meteen zijn eerste en ook de winnende goal. In de competitie eindigde Juventus op de 4e plaats. Hoogtepunt van het seizoen was het halen van de finale van de Jaarbeursstedenbeker. Bettega speelde zowel de heen- als de terugwedstrijd mee en opende in de eerste wedstrijd de score. Uiteindelijk ging de beker op basis van uitdoelpunten naar het Engelse Leeds United.
Het seizoen 1971/72 werd Bettega voor het eerst landskampioen met Juventus, maar was hij wel enkele maanden uit de roulatie door pleuritis. Een jaar later speelde hij weer bijna alle wedstrijden mee, werd hij opnieuw kampioen en haalde de club de finale van zowel de Coppa Italia als de Europacup I. Met de komst van de nieuwe trainer Giovanni Trapattoni en het vertrek van Bettega's concurrent Pietro Anastasi in 1976/77 werd Bettega de belangrijkste speler in het elftal. Juventus werd landskampioen en Bettega miste net als Romeo Benetti, Franco Causio, Gaetano Scirea en Dino Zoff geen enkele competitiewedstrijd.

#### UEFA Cup

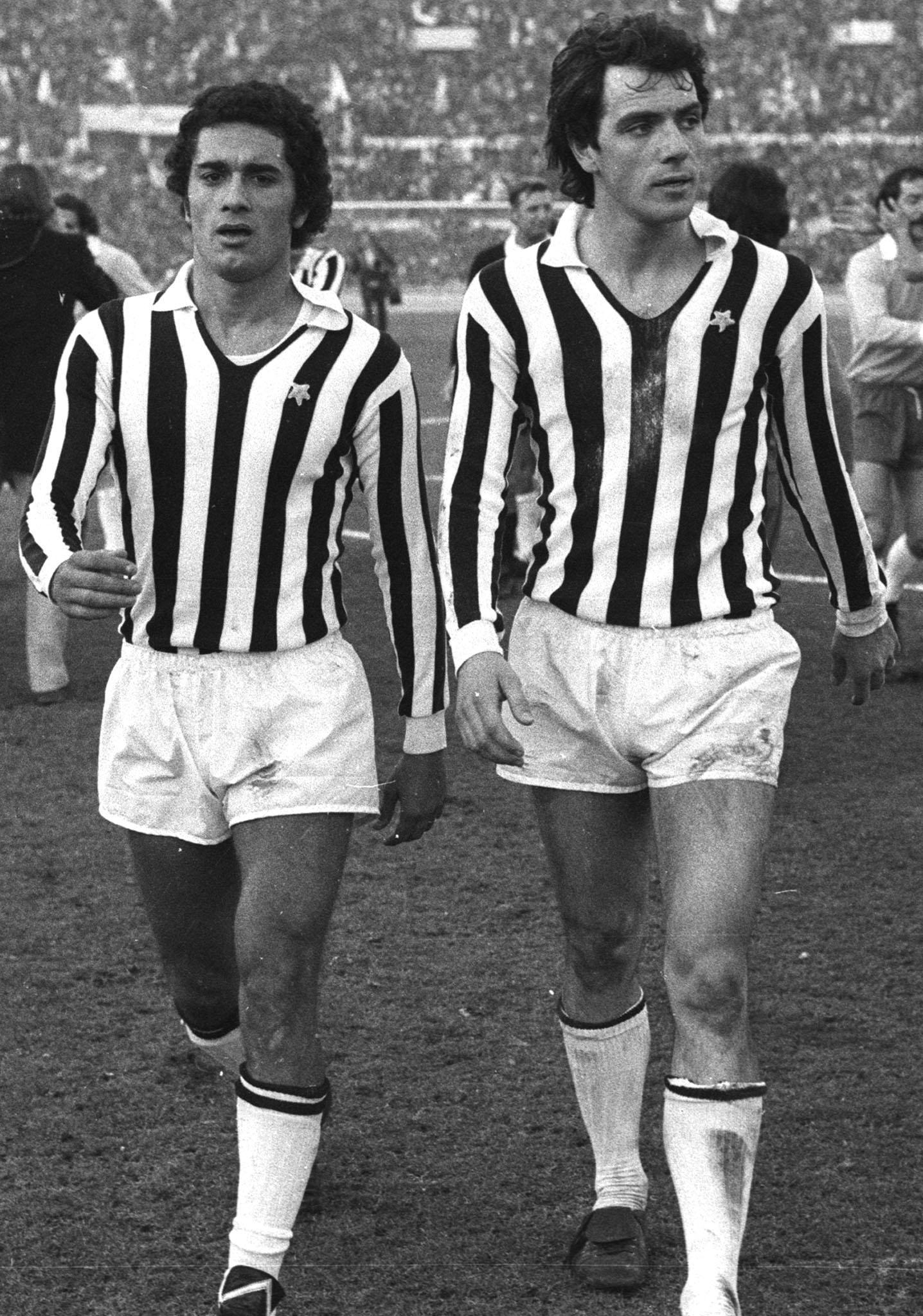
SS Lazio v Juventus, Claudio Gentile en Roberto Bettega (r.).

In de UEFA Cup 1976/77 speelde Bettega alle 12 wedstrijden mee. In de eerste ronde won Manchester City de heenwedstrijd met 1−0 maar ging Juventus toch door naar de volgende ronde door in het Stadio Municipale Benito Mussolini met 2−0 te winnen. In de tweede ronde werd opnieuw de eerste wedstrijd verloren van Manchester United, maar thuis werd 3−0 gewonnen. Volgende tegenstander was Sjachtar Donetsk. Juventus verzekerde zichzelf al van de volgende ronde door in de thuiswedstrijd met 3−0 te winnen. Bettega scoorde na 16 minuten zijn eerste van het toernooi en ook de eerste van de wedstrijd, waarna drie minuten later Marco Tardelli de score uitbreidde en Roberto Boninsegna het duel voor rust nog definitief besliste.
In de kwartfinale werd 1. FC Magdeburg geloot. De Duitse club had in de vorige ronde het Hongaarse Videoton FC makkelijk weten te verslaan. Hoe goed het de Duitse club verging in de vorige ronde, zo slecht ging het nu tegen Juventus. Juventus won de eerste wedstrijd met 1−3 en de return met 1−0.
In de halve finale was AEK Athene de tegenstander. In de thuiswedstrijd kwam Juventus na dik een kwartier op voorsprong dankzij Antonello Cuccureddu. Lefteris Papadopoulos zette in de 31e minuut de twee ploegen weer op gelijke hoogte. Dit was ook de ruststand. In de 59e minuut scoorde Bettega zijn tweede treffer van het toernooi en zette zo zijn ploeg opnieuw op voorsprong. Nog geen 10 minuten later scoorde Causio de 3−1 namens Juventus en in de 83e scoorde Bettega zijn tweede van de avond en gooide hij het duel definitief op slot. Ook de return in Griekenland werd door Juventus gewonnen door een voorzet op Bettega in de slotminuten, die hij vervolgens promoveerde tot een treffer.
De finale van het toernooi ging tussen Juventus en Athletic Bilbao en werd gespeeld op 4 mei 1977. De 54.800 toeschouwers zagen hoe de thuisclub door een doelpunt van Marco Tardelli met het kleinste verschil won. Bettega speelde de hele wedstrijd mee. In de returnwedstrijd in San Mamés, Bilbao kwamen de Italianen na 7 minuten voor dankzij Bettega, maar was de stand amper 5 minuten later alweer gelijk. Athletic Bilbao kwam in de 78e minuut op voorsprong en won de wedstrijd uiteindelijk, maar door de belangrijke openingstreffer van Bettega won Juventus het toernooi op basis van uitdoelpunten. Het was de eerste Europese prijs voor Juventus.

### Vertrek naar Canada
Hierna won Bettega nog driemaal de landstitel en won hij ook zijn eerste Coppa Italia met Juventus in 1979, door in de finale Palermo met 2−1 te verslaan. In 1983 verliet hij Juventus na 15 jaar om zijn loopbaan af te sluiten in Canada bij Toronto Blizzard, uitkomend in de North American Soccer League. In zijn tweede en tevens laatste seizoen loodste hij de club naar een tweede plaats.

## Interlandcarrière

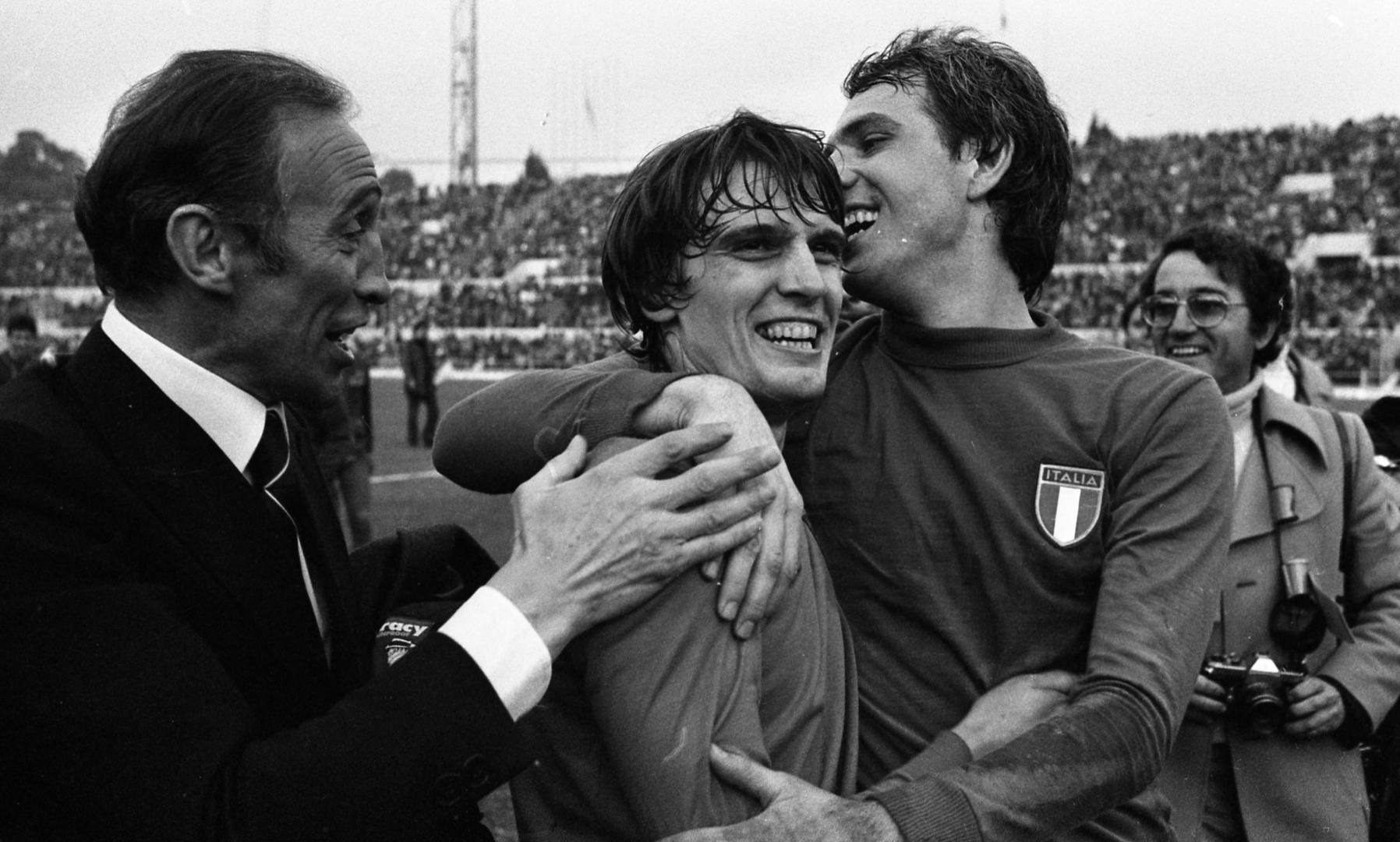
Bettega (rechts) viert met Marco Tardelli en bondscoach Enzo Bearzot een overwinning op England in november 1976.

Bettega speelde 42 wedstrijden voor het Italiaans voetbalelftal waarin hij 19 keer wist te scoren. Hij speelde zijn eerste wedstrijd op 5 juni 1975 in Helsinki tegen Finland. Exact een jaar later scoorde hij zijn eerste twee doelpunten tegen Roemenië. Hij nam met Italië deel aan het WK 1978, waar hij met 2 doelpunten een groot aandeel had in de door Italië behaalde vierde plaats. Vanwege zijn goede spel werd Bettega opgenomen in het team van het toernooi.
Bettega hielp Italië opnieuw aan een vierde plaats op het EK 1980 twee jaar later in eigen land. Hij werd opgenomen in de selectie van het Italiaanse elftal voor het wereldkampioenschap van 1982, maar moest afhaken vanwege een knieblessure. Italië werd uiteindelijk wereldkampioen.

## Statistieken
| Seizoen         | Club             | Competitie      | Competitie | Competitie | Beker | Beker | Internationaal | Internationaal | Totaal | Totaal |
| Seizoen         | Club             | Competitie      | Wed.       | Dlp.       | Wed.  | Dlp.  | Wed.           | Dlp.           | Wed.   | Dlp.   |
| --------------- | ---------------- | --------------- | ---------- | ---------- | ----- | ----- | -------------- | -------------- | ------ | ------ |
| 1969/70         | Varese FC        | Serie B         | 30         | 13         | 3     | 0     | −              | −              | 33     | 13     |
| Club totaal     | Club totaal      | Club totaal     | 30         | 13         | 3     | 0     | −              | −              | 33     | 13     |
| 1970/71         | Juventus FC      | Serie A         | 28         | 13         | 3     | 2     | 11             | 6              | 42     | 21     |
| 1971/72         | Juventus FC      | Serie A         | 14         | 10         | 4     | 1     | 5              | 4              | 23     | 15     |
| 1972/73         | Juventus FC      | Serie A         | 27         | 8          | 9     | 1     | 7              | 2              | 43     | 11     |
| 1973/74         | Juventus FC      | Serie A         | 24         | 8          | 5     | 2     | 2              | 0              | 31     | 10     |
| 1974/75         | Juventus FC      | Serie A         | 27         | 6          | 10    | 3     | 10             | 1              | 47     | 10     |
| 1975/76         | Juventus FC      | Serie A         | 29         | 15         | 3     | 2     | 4              | 1              | 36     | 18     |
| 1976/77         | Juventus FC      | Serie A         | 30         | 17         | 4     | 1     | 12             | 5              | 46     | 23     |
| 1977/78         | Juventus FC      | Serie A         | 30         | 11         | 4     | 2     | 7              | 2              | 41     | 15     |
| 1978/79         | Juventus FC      | Serie A         | 30         | 9          | 9     | 2     | 2              | 0              | 41     | 11     |
| 1979/80         | Juventus FC      | Serie A         | 28         | 16         | 4     | 0     | 8              | 1              | 40     | 17     |
| 1980/81         | Juventus FC      | Serie A         | 25         | 5          | 8     | 3     | 4              | 3              | 37     | 11     |
| 1981/82         | Juventus FC      | Serie A         | 7          | 5          | 4     | 2     | 3              | 1              | 14     | 8      |
| 1982/83         | Juventus FC      | Serie A         | 27         | 6          | 7     | 1     | 6              | 1              | 40     | 8      |
| Club totaal     | Club totaal      | Club totaal     | 326        | 129        | 74    | 22    | 81             | 27             | 481    | 178    |
| 1983            | Toronto Blizzard | NASL            | 21         | 2          | −     | −     | −              | −              | 21     | 2      |
| 1984            | Toronto Blizzard | NASL            | 27         | 9          | −     | −     | −              | −              | 27     | 9      |
| Club totaal     | Club totaal      | Club totaal     | 48         | 11         | −     | −     | −              | −              | 48     | 11     |
| Carrière totaal | Carrière totaal  | Carrière totaal | 404        | 153        | 77    | 22    | 81             | 27             | 562    | 202    |

## Erelijst
Juventus

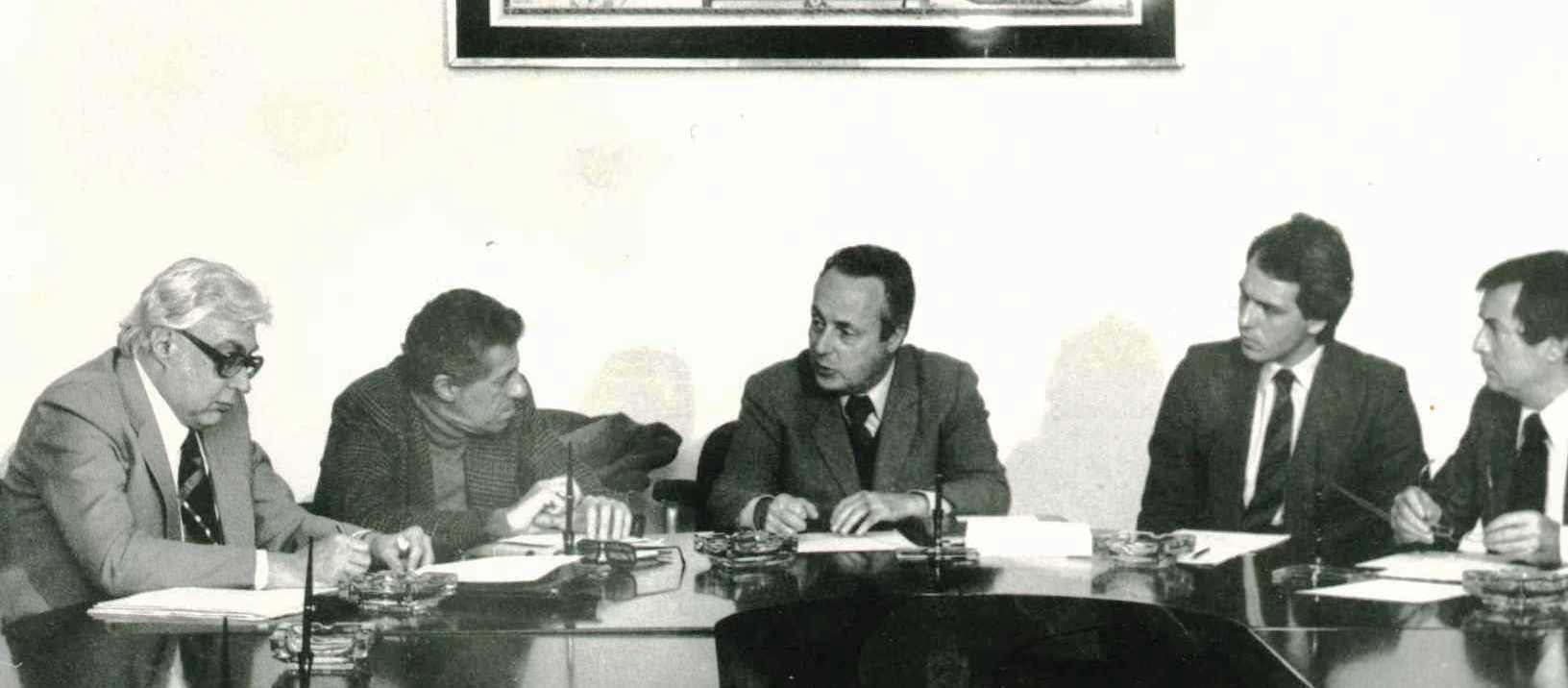
Bettega (tweede van rechts) won zevenmaal de Serie A als speler van Juventus.

- Serie A: 1971/72, 1972/73, 1974/75, 1976/77, 1977/78, 1980/81, 1981/82
- Coppa Italia: 1978/79, 1982/83
- UEFA Cup: 1976/77

Varese FC
- Serie B: 1969/70

Individueel
- Topscorer Serie A: 1979/80
- Topscorer Serie B: 1969/70
- WK All-star Team: 1978